# راي أوزي
راي أوزي (Ray Ozzie) (ولد في 20 نوفمبر 1955) هو رئيس مهندسي البرمجيات في شركة مايكروسوفت، أعلن في أكتوبر 2010 عن نيته للاستقالة منها، عُرِف قبل عمله بمايكروسوفت بدوره في إنشاء تطبيق لوتس نوتس 

## نشأته
ولد راي في شيكاغو وتعلم البرمجة في مدرسة ماين ثاوث الثانوية وتخرج منها عام 1973، ثم حصل على البكالوريوس في علوم الكمبيوتر عام 1979 من جامعة إلينوي في إربانا-تشامبين، بدا عمله في شركة داتا جنرال، ثم تركها وعمل في شركة سوفتوير أرتس ثم عمل بعدها مع ميتش كابور في تطوير تطبيق لوتس حتى تركه في عام 1984 ليؤسس شركته الخاصة أيرس أسوشساتس لإنشاء منتجات التي باعتها لاحقا لوتس لاحقا باسم لوتس نوتس، وقد اشترت لوتس شركته في عام 1994، ثم أشترت آي‌ بي‌ شركة لوتس نفسها في عام 1995.
عمل راي هناك لعدة سنوات ثم تركها لينشئ شركة جروف نتوركس (Groove Networks) التي اشترتها مايكروسوفت في عام 2005 وبعدها أصبح راي واحد من ثلاثة هم الرؤساء المسؤولين التقنيين، وفي 15 يونيو 2006 أخذ منصب رئيس مهندسي البرمجيات من بيل غيتس 
في أكتوبر 2009 أسس مجموعة فيوس لابس "FUSE Labs" داخل مايكروسوفت للتركيز على الابتكار في تجربة الشبكة الاجتماعية المستقبلية.
وفي أكتوبر 2010 أعلن عن نيته الاستقالة منها وقد هبطت أسهم مايكروسوفت بنسبة 2.2 بالمائة خارج ساعات التداول في أعقاب الإعلان عن استقالة أوزي الذي سيركز مستقبلا على قطاع الترفيه الذي تمتلك مايكروسوفت فيه العديد من المشاريع التي هي قيد التنفيذ الآن.

## وصلات خارجية
- راي أوزي على موقع مونزينجر (الألمانية)
- راي أوزي على موقع إن إن دي بي (الإنجليزية)
- حوار مع راي حول جروف.